# Kaliski (gmina Paprotnia)
Kaliski – wieś w Polsce położona w województwie mazowieckim, w powiecie siedleckim, w gminie Paprotnia. Ma status sołectwa.
Wierni Kościoła rzymskokatolickiego należą do parafii św. Bartłomieja Apostoła w Paprotni.
W latach 1975–1998 miejscowość należała administracyjnie do województwa siedleckiego.